# Patrull 36
Patrull 36 var en israelisk nynazistisk organisation, som var verksam i Israel från 2005 till september 2007, och bestod av åtta ungdomar under ledning av Erik Bonite, alias "Den nazistiske Ely". Gruppens medlemmar var ryska invandrare i åldern 16 till 21 år. Enligt The Daily Telegraph var männens familjer tillåtna att bosätta sig i Israel enligt lagen om återvändande, vilket innebär att de alla hade minst en farförälder med en judisk mor, även om ingen av dem praktiserat religionen.

## Aktiviteter
Gruppen skändade byggnader, särskilt synagogor, med hakkors och graffiti, och genomförde attacker mot invandrade arbetare från Afrika och Asien, narkomaner, homosexuella, ultraortodoxa judar och äldre människor. Medlemmarna i Patrull 36 hade enligt uppgift tatueringar med nummer 88 (en hänvisning till uttrycket "Heil Hitler") och lagrade vapen, sprängmedel, knivar och porträtt av Adolf Hitler. Gruppen producerade videofilmer av sina attacker, som hittades på datorer som beslagtagits av polisen. En av gruppens medlemmar, Ivan Kuzmin, sade att "I Ryssland kallade de mig smutsig jude, och här kallar de mig stinkande ryss" och ansåg att rasismen han upplevde gjort honom själv till en rasist.
Bonite sade en gång till en gängmedlem: "Min farfar var halvjude, men jag kommer inte att ha barn, så att detta pack kommer inte att födas vidare med ännu en liten andel av judeblod."  Gruppen var baserad i Petah Tikva, nära Tel Aviv, där alla bodde.

## Arresterade
Israeliska polisen började undersöka gruppen 2006, efter två fall av nynazistisk graffiti i Petah Tikva. Den 9 september 2007 greps sju av gruppens medlemmar, medan ledaren, Erik Bonite, flydde landet. Polisen beslagtog också datorer som visade videofilmer av deras attacker som de hade filmat, nynazistrelaterat material, såsom hakkorsaffischer och nynazistiska filmer, tillsammans med sprängämnen och en pistolatrapp. De åtalades i Tel Avivs tingsrätt för stämpling till brott, misshandel, rasuppvigling och distribution av rasistiskt material. Alla åtta befanns skyldiga, och fick straff på mellan ett och sju års fängelse. Under uppläsningen av domen sade domaren Tsvi Gurfinkel att han ville döma till stränga straff för att avskräcka andra från att följa deras exempel. Erik Bonite fick sju års fängelse i sin frånvaro. I januari 2011 återvände han till Israel, och greps då på flygplatsen.

## Reaktion
Upptäckten Patrull 36 ledde till förnyade samtal bland politikerna om att ändra lagen om återvändande. Effi Eitam i Nationella religiösa partiet och Nationella unionen, som representerar den religiösa sioniströrelsen och tidigare har försökt att få igenom förslag om att ändra lagen om återvändande, hävdade att Israel har blivit "en fristad för människor som hatar Israel, hatar judar och utnyttjar lagen om återvändande till att agera på detta hat."
Domare Tsvi Gurfinkel, som utfärdat den fällande dom, sade att "det faktum att de är judar från före detta Sovjetunionen och att de sympatiserade med personer som tror på rasistiska teorier är fruktansvärt." BBC rapporterade att nyheten om attackerna och gripandena 2007 "chockade nationen" eftersom Israel grundades till följd av förintelsen. En av medlemmarna som arresterades och dömdes var sonson till en överlevande från förintelsen.